# Nogomet na Otočkim igrama 1989.
Otočke igre 1989. na Ovčjim Otocima je bilo su bile prve ikad održane Otočke igre. Nogometna športska grana je od početka sudjelovala na ovom natjecanju.
Sudjelovalo je samo 5 momčadi, iz Europe i neposrednog susjedstva, Grenlanda. Igralo se po jednostrukom ligaškom sustavu, u jednoj skupini. Momčad Ovčjih Otoka je bila jedina članica FIFA-e koja je sudjelovala na ovom natjecanju (godinu nakon njihova pridruženja FIFA-i 1988.).
Ovčji Otoci su pobijedili na osvojili natjecanje 1989., postavši prvim prvakom Otočkih igara.
| Rank | Momčad             | Ut | Pb | N | Pz | Ps | Pr | GD  | bod |
| ---- | ------------------ | -- | -- | - | -- | -- | -- | --- | --- |
| 1.   | Ovčji Otoci        | 4  | 4  | 0 | 0  | 20 | 1  | +19 | 8   |
| 2.   | Anglesey           | 4  | 3  | 0 | 1  | 9  | 10 | -1  | 6   |
| 3.   | Åland              | 4  | 2  | 0 | 2  | 10 | 12 | -2  | 4   |
| 4.   | Grenland           | 4  | 1  | 0 | 3  | 4  | 8  | -4  | 2   |
| 5.   | Shetlandsko otočje | 4  | 0  | 0 | 4  | 1  | 13 | -12 | 0   |

| Prvaci na Otočkim igrama 1989. |
| ------------------------------ |
| Ovčji Otoci Prvi naslov        |